# コナー・フリハン
コナー・ハウリハン（Conor Hourihane, 1991年2月2日 - ）は、アイルランド共和国・コーク県バンドン出身の元同国代表サッカー選手。現役時代のポジションはMF（セントラルミッドフィールダー）。

## クラブ歴

### イプスウィッチ・タウン以前
サンダーランドAFCの下部組織出身。2010年にクラブからの契約延長オファーを断り、憧れのロイ・キーンが所属するイプスウィッチ・タウンFCに移籍した。しかしここでも出場はならなかった。

### プリマス・アーガイル
トライアルで好印象を残し、2011年7月30日に自由契約からフットボールリーグ2のプリマス・アーガイルFCに加入。ピーター・リード監督の下8月6日の第1節シュルーズベリー・タウンFC戦で初出場、10月15日のダゲナム・アンド・レッドブリッジFC戦で初得点を挙げる。2012-13シーズン途中にダレン・パースが移籍するとキャプテンマークを引き継いだ。2013年5月に2年の契約を延長した。

### バーンズリー
2014年6月23日に3年契約でバーンズリーFCに25万ユーロで移籍。2014年8月にフットボールリーグ1の月間最優秀選手賞を受賞。2015年12月に主将に就任。
2015-16シーズンにフットボールリーグトロフィーを制した他、同シーズンにはプレーオフを制してEFLチャンピオンシップへの昇格を決めた。
2016年8月にチャンピオンシップ月間最優秀選手に輝いた。
アストン・ヴィラFCへの移籍が囁かれていたにも関わらず、2017年1月21日にはキャプテンマークを巻いて試合に出場、フリーキックから決勝点を決めた。26日に移籍、「（バーンズリーは）常に特別な想いを与えてくれたクラブだ」とのコメントを残した。

### アストン・ヴィラ
2017年1月26日に3年半の契約でアストン・ヴィラに加入。2月に初得点を記録後、8月にハットトリックを決めた。以来公式戦150試合に出場し29得点を記録したが、2020-21シーズン前半はリーグ戦4試合の出場に止まる。
2021年1月19日、チャンピオンシップのスウォンジー・シティAFCへシーズン終了までローンとなる。
2021年8月30日、シェフィールド・ユナイテッドFCへレンタル移籍。

### ダービー
2022年7月6日、ダービー・カウンティFCに2年契約で移籍した。

## 代表歴
2017年3月28日にアイスランド戦でアイルランド共和国代表として初出場。

## タイトル
クラブ
バーンズリー
- フットボールリーグトロフィー : 2015-16

個人
- EFLチャンピオンシップ月間最優秀選手 : 2016年8月
- フットボールリーグ1月間最優秀選手 : 2014年8月